# Кременево (Ярославская область)
Кременево — село в Пошехонском районе Ярославской области России. 
В рамках организации местного самоуправления является центром Кременевского сельского поселения, в рамках административно-территориального устройства — центром Погорельского сельского округа.

## География
Село находится в северной части области, в подзоне южной тайги, на берегах реки Кештомы, при автодороге 78К-0004, на расстоянии примерно 9 километров (по прямой) к юго-западу от города Пошехонье, административного центра района. Абсолютная высота — 111 метров над уровнем моря.
Климат
Климат характеризуется как умеренно континентальный, с продолжительной холодной зимой и коротким умеренно тёплым летом. Среднегодовая температура воздуха — 2,9 — 3,5 °C. Годовое количество атмосферных осадков — 500—750 мм, из которых большая часть выпадает в тёплый период. Преобладающее направление ветра юго-западное.
Часовой пояс
Кременево, как и вся Ярославская область, находится в часовой зоне МСК (московское время). Смещение применяемого времени относительно UTC составляет +3:00.

## Население
| 2007 | 2010 |
| ---- | ---- |
| 398  | ↗401 |

Национальный состав
Согласно результатам переписи 2002 года, в национальной структуре населения русские составляли 99 % из 466 жителей

## Инфраструктура
Отделение почтовой связи №152861, сельская администрация, общеобразовательная школа, автосервис, фельдшерско-акушерский пункт (филиал Пошехонской центральной районной больницы), агрофирма Кештома.

## Памятники
- Воинам, погибшим в Великой Отечественной войне

## Улицы
Лешкинская, Гляденовская, Школьная, Полевая, Победы, Новая, Рыбинская, Погорельская, Якушевская, Советская.

## Общественный транспорт
Кременево обслуживается пригородным автобусным маршрутом № 106 Пошехонье — Кардинское, междугородними маршрутами №№ 505 Рыбинск — Пошехонье, 506 Ярославль — Пошехонье, 5390 Рыбинск — Череповец, 6794 Иваново — Череповец.